# Villa Pentry
La villa Pentry ou villa Matrosoff est une villa située dans le quartier Matinkylä à Espoo en Finlande,.

## Présentation
Après avoir acheté en 1899, les terres d'un ferme appelée Frisans med Kaitans, Nikolai Matrosoff et sa femme Aleksandra y ont construit une belle villa en rondins à deux étages, qu'ils avaient apportée de la région de Viipuri-Terijoki vers 1914-1915.
La base de la villa de style Art Nouveau est presque carrée. La villa a un toit mansardé et ses fenêtres sont à petits carreaux. Au moins à l'époque de Matrosoff, la "couronne" de la villa était une tour de guet octogonale avec de petites fenêtres à carreaux s'élevant au-dessus de la véranda. 
Aarne Ervi a conçu un sauna dans la cour de la villa à la fin des années 1940,.
La Villa Pentry est acquise par la ville d'Espoo en 1990, à cette époque elle était encore connue sous le nom de villa de Matrosoff, bien que Nikolay Matrosoff l'ait déjà vendue à l'ingénieur Masalini en 1926. 
La ville loue la villa au Club de voile d'Espoo , depuis lors, le restaurant Villa Pentry est ouvert dans la villa pendant la saison estivale. La villa a été rénovée en 2003,.